# جوني غراب
جوني غراب (بالإنجليزية: Johnny Grubb)‏ هو لاعب كرة قاعدة أمريكي، ولد في 4 أغسطس 1948 في ريتشموند في الولايات المتحدة.

## وصلات خارجية
- جوني غراب على موقع دوري كرة القاعدة الرئيسي (الإنجليزية)
- جوني غراب على موقعبيزبول رفرنس.كوم (الدوري الرئيسي) (الإنجليزية)
- جوني غراب على موقعبيزبول رفرنس.كوم (الدوري الثانوي) (الإنجليزية)
- جوني غراب على موقع إي إس بي إن.كوم (أم.أل.بي) (الإنجليزية)
- جوني غراب على موقع مشجعي الرسوم البيانية (الإنجليزية)
- جوني غراب على موقع قاعة فرجينيا للمشاهير الرياضية (الإنجليزية)